# 全国高等学校バスケットボール選抜優勝大会 (徳島県勢)
全国高等学校バスケットボール選抜優勝大会および全国高等学校バスケットボール選手権大会における徳島県勢の成績について記す。
出場枠は第20回大会まで四国4県で1枠。第21回大会より1県1代表。2017年以降は選手権大会に移行。

## 男子
| 年度             | 出場校                   | 試合結果 | 試合結果                    | 成績     |
| ---------------- | ------------------------ | -------- | --------------------------- | -------- |
| 1971年（第1回）  | 海南（初出場）           | 1回戦    | ● 71 - 93 能代工業          | 初戦敗退 |
| 1972年（第2回）  | 海南（2年連続2回目）     | 1回戦    | ○ 79 - 55 和歌山北          | ベスト8  |
| 1972年（第2回）  | 海南（2年連続2回目）     | 準々決勝 | ● 82 - 98 中央大学附属      | ベスト8  |
| 1976年（第6回）  | 海南（4年ぶり3回目）     | 2回戦    | ● 77 - 99 明治大学付属中野  | 初戦敗退 |
| 1979年（第9回）  | 海南（3年ぶり4回目）     | 1回戦    | ● 64 - 88 石川県立工業      | 初戦敗退 |
| 1981年（第11回） | 海南（2年ぶり5回目）     | 2回戦    | ○ 81 - 74 北陸              | ベスト8  |
| 1981年（第11回） | 海南（2年ぶり5回目）     | 準々決勝 | ● 78 - 116 能代工業         | ベスト8  |
| 1984年（第14回） | 城東（初出場）           | 1回戦    | ● 56 - 68 修猷館            | 初戦敗退 |
| 1987年（第17回） | 城東（3年ぶり2回目）     | 1回戦    | ● 45 - 74 高崎商業          | 初戦敗退 |
| 1990年（第21回） | 城東（4年ぶり3回目）     | 1回戦    | ● 66 - 68 日本大学山形      | 初戦敗退 |
| 1991年（第22回） | 城東（2年連続4回目）     | 2回戦    | ● 56 - 75 岐阜農林          | 初戦敗退 |
| 1992年（第23回） | 城東（3年連続5回目）     | 1回戦    | ● 73 - 74 東海大学第四      | 初戦敗退 |
| 1993年（第24回） | 城東（4年連続6回目）     | 1回戦    | ○ 60 - 58 育英              | 2回戦    |
| 1993年（第24回） | 城東（4年連続6回目）     | 2回戦    | ● 57 - 68 京北              | 2回戦    |
| 1994年（第25回） | 城東（5年連続7回目）     | 1回戦    | ● 58 - 64 岡山理科大学附属  | 初戦敗退 |
| 1995年（第26回） | 海南（15年ぶり6回目）    | 1回戦    | ○ 87 - 84 瓊浦              | 2回戦    |
| 1995年（第26回） | 海南（15年ぶり6回目）    | 2回戦    | ● 69 - 76 山形南            | 2回戦    |
| 1996年（第27回） | 海南（2年連続7回目）     | 1回戦    | ● 63 - 64 大宮東            | 初戦敗退 |
| 1997年（第28回） | 海南（3年連続8回目）     | 1回戦    | ○ 84 - 48 大島              | 2回戦    |
| 1997年（第28回） | 海南（3年連続8回目）     | 2回戦    | ● 72 - 88 世田谷学園        | 2回戦    |
| 1998年（第29回） | 海南（4年連続9回目）     | 1回戦    | ● 69 - 78 小林              | 初戦敗退 |
| 1999年（第30回） | 城東（5年ぶり8回目）     | 1回戦    | ○ 83 - 64 板柳              | 2回戦    |
| 1999年（第30回） | 城東（5年ぶり8回目）     | 2回戦    | ● 85 - 112 世田谷学園       | 2回戦    |
| 2000年（第31回） | 海南（2年ぶり10回目）    | 1回戦    | ● 76 - 100 豊浦             | 初戦敗退 |
| 2001年（第32回） | 海南（2年連続11回目）    | 1回戦    | ● 80 - 89 新潟商業          | 初戦敗退 |
| 2002年（第33回） | 城東（3年ぶり9回目）     | 1回戦    | ● 77 - 94 愛知産業大学工業  | 初戦敗退 |
| 2003年（第34回） | 徳島商業（初出場）       | 1回戦    | ● 55 - 111 横浜商科大学     | 初戦敗退 |
| 2004年（第35回） | 城東（2年ぶり10回目）    | 1回戦    | ● 101 - 106 鹿沼東          | 初戦敗退 |
| 2005年（第36回） | 徳島商業（2年ぶり2回目） | 2回戦    | ● 66 - 85 高岡工芸          | 初戦敗退 |
| 2006年（第37回） | 海部（5年ぶり12回目）    | 1回戦    | ○ 63 - 60 鳥取西            | 2回戦    |
| 2006年（第37回） | 海部（5年ぶり12回目）    | 2回戦    | ● 67 - 97 市立柏            | 2回戦    |
| 2007年（第38回） | 城東（3年ぶり11回目）    | 1回戦    | ● 59 - 99 東海大学菅生      | 初戦敗退 |
| 2008年（第39回） | 海部（2年ぶり13回目）    | 2回戦    | ● 79 - 162 藤枝明誠         | 初戦敗退 |
| 2009年（第40回） | 城東（2年ぶり12回目）    | 1回戦    | ● 72 - 105 東海大学付属第三 | 初戦敗退 |
| 2010年（第41回） | 徳島市立（初出場）       | 1回戦    | ○ 65 - 62 玉名工業          | 3回戦    |
| 2010年（第41回） | 徳島市立（初出場）       | 2回戦    | ○ 73 - 64 鳥取東            | 3回戦    |
| 2010年（第41回） | 徳島市立（初出場）       | 3回戦    | ● 78 - 116 市立船橋         | 3回戦    |
| 2011年（第42回） | 徳島市立（2年連続2回目） | 1回戦    | ● 63 - 92 愛知産業大学工業  | 初戦敗退 |
| 2012年（第43回） | 城東（3年ぶり13回目）    | 2回戦    | ● 76 - 93 札幌日本大学      | 初戦敗退 |
| 2013年（第44回） | 城東（2年連続14回目）    | 1回戦    | ● 75 - 87 美濃加茂          | 初戦敗退 |
| 2014年（第45回） | 城東（3年連続15回目）    | 2回戦    | ● 57 - 100 報徳学園         | 初戦敗退 |
| 2015年（第46回） | 城東（4年連続16回目）    | 1回戦    | ● 75 - 76 光泉              | 初戦敗退 |
| 2016年（第47回） | 鳴門渦潮（初出場）       | 1回戦    | ● 47 - 54 富山工業          | 初戦敗退 |
| 2017年（第70回） | 鳴門渦潮（2年連続2回目） | 1回戦    | ● 56 - 91 草津東            | 初戦敗退 |
| 2018年（第71回） | 海部（10年ぶり14回目）   | 1回戦    | ● 55 - 88 豊浦              | 初戦敗退 |
| 2019年（第72回） | 海部（2年連続15回目）    | 1回戦    | ● 56 - 101 福岡大学附属大濠 | 初戦敗退 |
| 2020年（第73回） | 海部（3年連続16回目）    | 1回戦    | ○ 77 - 76 北海道栄          | 2回戦    |
| 2020年（第73回） | 海部（3年連続16回目）    | 2回戦    | ● 65 - 88 福岡第一          | 2回戦    |
| 2021年（第74回） | 城東（6年ぶり17回目）    | 1回戦    | ● 75 - 110 別府溝部学園     | 初戦敗退 |
| 2022年（第75回） | 城東（2年連続18回目）    | 1回戦    | ● 67 - 80 前橋育英(OT)      | 初戦敗退 |
| 2023年（第76回） | 城東（3年連続19回目）    | 1回戦    | ● 49 - 51 桐光学園          | 初戦敗退 |
| 2024年（第77回） | 海部（4年ぶり17回目）    | 1回戦    | ● 66 - 89 美来工科          | 初戦敗退 |

## 女子
| 年度             | 出場校                  | 試合結果 | 試合結果                   | 成績     |
| ---------------- | ----------------------- | -------- | -------------------------- | -------- |
| 1975年（第5回）  | 日和佐（初出場）        | 1回戦    | ● 54 - 82 鹿児島女子       | 初戦敗退 |
| 1976年（第6回）  | 日和佐（2年連続2回目）  | 1回戦    | ● 68 - 79 東京成徳         | 初戦敗退 |
| 1990年（第21回） | 城北（初出場）          | 1回戦    | ● 29 - 74 日立女子         | 初戦敗退 |
| 1991年（第22回） | 城北（2年連続2回目）    | 2回戦    | ○ 73 - 58 大分女子         | 3回戦    |
| 1991年（第22回） | 城北（2年連続2回目）    | 3回戦    | ● 46 - 80 中村学園女子     | 3回戦    |
| 1992年（第23回） | 城北（3年連続3回目）    | 2回戦    | ● 58 - 64 富岡             | 初戦敗退 |
| 1993年（第24回） | 城北（4年連続4回目）    | 1回戦    | ● 60 - 107 昭和学院        | 初戦敗退 |
| 1994年（第25回） | 城北（5年連続5回目）    | 1回戦    | ● 48 - 57 東亜学園         | 初戦敗退 |
| 1995年（第26回） | 城北（6年連続6回目）    | 2回戦    | ● 56 - 59 龍谷富山         | 初戦敗退 |
| 1996年（第27回） | 城北（7年連続7回目）    | 1回戦    | ○ 69 - 57 市立前橋         | 2回戦    |
| 1996年（第27回） | 城北（7年連続7回目）    | 2回戦    | ● 55 - 89 札幌山の手       | 2回戦    |
| 1997年（第28回） | 城北（8年連続8回目）    | 1回戦    | ○ 59 - 50 盛岡市立         | 2回戦    |
| 1997年（第28回） | 城北（8年連続8回目）    | 2回戦    | ● 42 - 52 佐賀清和         | 2回戦    |
| 1998年（第29回） | 城北（9年連続9回目）    | 1回戦    | ○ 62 - 30 韮崎             | ベスト8  |
| 1998年（第29回） | 城北（9年連続9回目）    | 2回戦    | ○ 62 - 48 札幌山の手       | ベスト8  |
| 1998年（第29回） | 城北（9年連続9回目）    | 3回戦    | ○ 60 - 55 静岡女子         | ベスト8  |
| 1998年（第29回） | 城北（9年連続9回目）    | 準々決勝 | ● 48 - 52 聖カタリナ女子   | ベスト8  |
| 1999年（第30回） | 城北（10年連続10回目）  | 1回戦    | ● 55 - 81 足羽             | 初戦敗退 |
| 2000年（第31回） | 富岡東（初出場）        | 1回戦    | ● 62 - 72 広島皆実         | 初戦敗退 |
| 2001年（第32回） | 城北（2年ぶり11回目）   | 1回戦    | ○ 85 - 71 松江北           | 2回戦    |
| 2001年（第32回） | 城北（2年ぶり11回目）   | 2回戦    | ● 68 - 98 札幌山の手       | 2回戦    |
| 2002年（第33回） | 城北（2年連続12回目）   | 2回戦    | ● 57 - 70 明星学園         | 初戦敗退 |
| 2003年（第34回） | 城北（3年連続13回目）   | 1回戦    | ● 51 - 79 岐阜女子         | 初戦敗退 |
| 2004年（第35回） | 城北（4年連続14回目）   | 1回戦    | ● 65 - 67 弘前実業         | 初戦敗退 |
| 2005年（第36回） | 城北（5年連続15回目）   | 1回戦    | ○ 60 - 55 市立紫野         | 2回戦    |
| 2005年（第36回） | 城北（5年連続15回目）   | 2回戦    | ● 45 - 97 岐阜女子         | 2回戦    |
| 2006年（第37回） | 城北（6年連続16回目）   | 1回戦    | ● 79 - 81 熊本商業         | 初戦敗退 |
| 2007年（第38回） | 城北（7年連続17回目）   | 1回戦    | ● 75 - 76 市立長崎商業     | 初戦敗退 |
| 2008年（第39回） | 富岡東（8年ぶり2回目）  | 1回戦    | ○ 94 - 63 東海大学付属第三 | 2回戦    |
| 2008年（第39回） | 富岡東（8年ぶり2回目）  | 2回戦    | ● 58 - 87 土浦日本大学     | 2回戦    |
| 2009年（第40回） | 富岡東（2年連続3回目）  | 1回戦    | ○ 75 - 62 龍谷富山         | 2回戦    |
| 2009年（第40回） | 富岡東（2年連続3回目）  | 2回戦    | ● 68 - 103 札幌山の手      | 2回戦    |
| 2010年（第41回） | 城北（3年ぶり18回目）   | 1回戦    | ● 63 - 85 京都精華女子     | 初戦敗退 |
| 2011年（第42回） | 城北（2年連続19回目）   | 1回戦    | ● 63 - 74 相模女子大学     | 初戦敗退 |
| 2012年（第43回） | 城北（3年連続20回目）   | 1回戦    | ○ 82 - 64 白河旭           | 2回戦    |
| 2012年（第43回） | 城北（3年連続20回目）   | 2回戦    | ● 76 - 84 富士学苑         | 2回戦    |
| 2013年（第44回） | 富岡東（4年ぶり4回目）  | 1回戦    | ● 64 - 91 足羽             | 初戦敗退 |
| 2014年（第45回） | 富岡東（2年連続5回目）  | 1回戦    | ● 60 - 73 安城学園         | 初戦敗退 |
| 2015年（第46回） | 富岡東（3年連続6回目）  | 1回戦    | ● 77 - 83 足羽             | 初戦敗退 |
| 2016年（第47回） | 富岡東（4年連続7回目）  | 1回戦    | ● 52 - 72 昭和学院         | 初戦敗退 |
| 2017年（第70回） | 城北（5年ぶり21回目）   | 1回戦    | ● 48 - 88 津幡             | 初戦敗退 |
| 2018年（第71回） | 富岡東（2年ぶり8回目）  | 1回戦    | ● 61 - 73 山形市立商業     | 初戦敗退 |
| 2019年（第72回） | 城北（2年ぶり22回目）   | 1回戦    | ● 50 - 97 京都精華学園     | 初戦敗退 |
| 2020年（第73回） | 富岡東（2年ぶり9回目）  | 1回戦    | ○ 20 - 0 土浦日本大学      | 2回戦    |
| 2020年（第73回） | 富岡東（2年ぶり9回目）  | 2回戦    | ● 81 - 84 中津北           | 2回戦    |
| 2021年（第74回） | 富岡東（2年連続10回目） | 1回戦    | ● 87 - 90 慶進             | 初戦敗退 |
| 2022年（第75回） | 富岡東（3年連続11回目） | 1回戦    | ● 56 - 80 市立柏           | 初戦敗退 |
| 2023年（第76回） | 富岡東（4年連続12回目） | 1回戦    | ● 62 - 102 岐阜女子        | 初戦敗退 |
| 2024年（第77回） | 富岡東（5年連続13回目） | 1回戦    | ● 72 - 90 日本航空石川     | 初戦敗退 |